# Lepyrodiclis stellarioides
Lepyrodiclis stellarioides är en nejlikväxtart som beskrevs av Alexander Gustav von Schrenk, Fisch. och C. A. Mey. Lepyrodiclis stellarioides ingår i släktet Lepyrodiclis och familjen nejlikväxter. Inga underarter finns listade i Catalogue of Life.